# Matchless Model 3 3½ HP
Het  Matchless Model 3 3½ HP was een motorfiets die het Britse merk Matchless in 1912 op de markt bracht. 

## Voorgeschiedenis
Matchless was in 1878 opgericht als rijwielfabriek door Henry Herbert Collier. In 1899 begon Collier te experimenteren met clip-on motoren van De Dion, die hij eerst boven het voorwiel, later onder het zadel en uiteindelijk bij de trapperas monteerde. In de loop van de jaren nul werd een flink aantal motorfietsmodellen gebouwd, altijd met inbouwmotoren van andere bedrijven, zoals MMC, MAG, Antoine, White & Poppe en vooral JAP. Collier's zoons Harry (1884) en Charlie (1885) kwamen al op jonge leeftijd in het bedrijf en zorgden voor veel reclame in de motorsport. Zij waren de mede-initiatiefnemers van de Isle of Man TT, die ze beiden (Charlie 2x en Harry 1x) wisten te winnen met motorfietsen uit het eigen bedrijf. Rond 1909 waren ze ook al betrokken bij de ontwikkeling van nieuwe modellen, waaronder hun eigen racemotoren. In 1912 ontwikkelden de broers al hun eigen motorblokken. Onder de eerste modellen was het Matchless Model 3 3½ HP.

## Model 3 3½ HP
Het Model 3 3½ HP was een 500cc-eencilinder die eenvoudig was geconstrueerd. De zijklepmotor hing in een open brugframe. Aan de voorkant zat een Girdervork met centrale veer, het achterwiel was ongeveerd. Het voorwiel werd beremd door een handbediende velgrem, het achterwiel door een voetbediende belt rim brake, die werkte op de velg van de aandrijfriem. Deze riem dreef het achterwiel in een verhouding van 1: 4½ aan, zonder tussenkomst van een koppeling of versnellingsbak. Er was een "Colonial"-versie verkrijgbaar. Colonials waren modellen bedoeld voor de slechte wegen in de Britse koloniën, die daarvoor soms een verstevigd frame hadden. Dat was bij de Matchless Colonial niet zo: deze machine kreeg alleen een grotere bodemvrijheid van 14 cm onder de motor.
Het Model 3 3½ HP werd voor 46 Guineas geleverd met een gereedschapskistje met boordgereedschap boven op de flattank, twee standaards (op het voor- en het achterwiel), een bagagedrager en nummerplaten en voor 6 Guineas extra een free engine hub in het achterwiel. Voor 10 Guineas kreeg men behalve de free engine hub ook nog een drieversnellingsnaaf.